# Ракиты (Смоленская область)
Ракиты — деревня в Краснинском районе Смоленской области России. Входит в состав Волковского сельского поселения. Население — 11 жителей (2007 год). 
Расположена в западной части области в 15 км к северо-востоку от Красного, в 3 км севернее автодороги Р135 (Смоленск - Красный - Гусино). В 11 км севернее деревни расположена железнодорожная станция Воронино на линии Москва — Минск. 

## История
В годы Великой Отечественной войны деревня была оккупирована гитлеровскими войсками в июле 1941 года, освобождена в сентябре 1943 года.